# Piplup
Piplup (Japans: ポッチャマ - Pochama) is een van de 1008 verschillende Pokémon uit de gelijknamige spellenserie. Hij lijkt erg veel op een pinguïn.
Piplup staat bekend als een van de drie starterpokémon waaruit spelers kunnen kiezen in spellen met de regio Sinnoh.
Zijn naam lijkt een beetje op het geluid plop; het geluid dat een druppende kraan maakt. Hiermee wordt nog duidelijker gemaakt dat hij een Water-Pokémon is. Zijn Japanse naam Pochama is een ander woord voor kletterend water (ぽちゃぽちゃ; pochapocha?) en voor kinderen uit een hogere klasse (おぼっちゃま; obotchama?). Dit verwijst naar zijn, een beetje, arrogante houding en het feit dat hij een Water-Pokémon is die graag in het water speelt.

## Ruilkaartenspel
Er bestaan acht standaard Piplup kaarten, waarvan er één enkel in Japan uitgebracht is. Verder bestaat er nog één Piplup M-kaart, deze is ook enkel in Japan uitgebracht. Al deze kaarten hebben het type Water als element.

## Evolutieketen
Piplup → Prinplup → Empoleon